# Ping Pong (Armin van Buuren)
Ping Pong is een nummer van de Nederlandse dj Armin van Buuren uit 2014. Het is afkomstig van zijn album A State of Trance 2014.
Het instrumentale nummer werd een klein danshitje in Nederland en België. In Nederland haalde het de 2e positie in de Tipparade, en in de Vlaamse Ultratop 50 werd de 38e positie gehaald.